# Скотти, Карл
Карл Скотти (итал. Carlo Scotti) (1747—1823) — художник-декоратор. Представитель плеяды итальянских мастеров, приехавших жить и работать в Россию в XVIII веке.

## Биография
Приехал в Россию в 1786 году с двумя сыновьями: Джованни Батиста (Иваном) — десяти лет и Доменико (Дементием) — шести лет.
Им расписан купол церкви Михайловского замка, интерьеры Павловского дворца после пожара 1803 года.
Наставник Доменико Жилярди.